# كمال حماد
كمال حماد مقاول فلسطيني يحمل الهوية الإسرائيلية، حكم عليه غيابيا بالإعدام رميا بالرصاص ومصادرة أملاكه في غزة في تاريخ 21 مايو 2000 م، وكان قد فر إلى إسرائيل بعد استشهاد يحيى عياش. وهو الآن يعيش في إسرائيل بشكل سري حيث أنه أكثر الجواسيس المطلوبين من قبل المنظمات الفلسطينية، وانتقل إلى الولايات المتحدة الأمريكية بعد اغتيال يحيى عياش في منزل ابن اخته أسامة حماد مباشرةً حيث خسر جميع املاكه المقدرة ب 20 مليون دولار.

## حياته
يكتنف حياته الكثير من الغموض حيث أنه ولد لعائلة هاجرت من يافا إلى غزة عام 1948 م، وقد عمل في بداية حياته كسائق دراجة نارية يقوم بتوصيل الطلبات إلى المنازل، ثم انتقل إلى المقاولات بسرعة وأصبح له اسم حيث أنه كان يقوم ببناء الإسكانات الخاصة بالمهاجرين إلى غزة خارج حدود المخيمات، وقد كان منزله في شارع النصر مكان لالتقاء ضباط الجيش الإسرائيلي ووجهاء المخيمات تحت شعار تحسين ظروف الحياة السكان، وبسبب أن شارع النصر في مدينة غزة منطقة احتكاك مباشر بين الجيش الإسرائيلي والسكان قام باستئجار شقة على شاطئ غزة. تزوج مرتان الأولى بسيدة من غزة والثانية بسيدة سورية، والغريب أنه حصل على هوية إسرائيلية لها ولأختها أيضا التي كانت تسكن معهم في نفس البيت.